# Idioma peramangk
El idioma Peramangk también se conoce como Merildekald y es un idioma Pama-Nyungano de las tierras Peramangk en Australia Meridional. Al igual que su contraparte, el idioma kaurna, anteriormente se consideraba en peligro de extinción.

## Historia
Muchos nombres de lugares, prácticas culturales y nombres de personajes de la época de los sueños de Peramangk son bien conocidos. Una parte del vocabulario y los elementos gramaticales de la lengua pueden potencialmente compartirse con el idioma kaurna así como el idioma Nganguruku, y hasta cierto punto los idiomas Ngarrindjeri y Ngadjuri, entre otros. Algunos elementos del idioma Peramangk pueden considerarse distintivos de Kaurna. El idioma peramangk puede ser apreciado por los ancianos de Peramangk y, por lo tanto, se citó que un descendiente de Peramangk está recolectando y compilando datos del idioma. Es probable que los ancianos de Peramangk supieran cada uno de los idiomas circundantes, ya que las tribus circundantes a menudo se reunían en la tierra de Peramangk por invitación.
Un trabajo compilado por The Lutheran Missionary Society dentro de un período corto después de la colonización de Australia del Sur continental constituye un manual de referencia para el idioma kaurna y, por lo tanto, también para el idioma Peramangk, y el contenido de una versión descargable disponible se puede buscar por completo por texto so sirviendo como un recurso útil para todas las edades.